# Wanamingo, Minnesota
Wanamingo, Minnesota (енгл. Wanamingo) град је у америчкој савезној држави Минесота.

## Демографија
По попису из 2010. године број становника је 1.086, што је 79 (7,8%) становника више него 2000. године.
| Група             | 2000.       | 2010.         |
| Белци             | 992 (98,5%) | 1.050 (96,7%) |
| Афроамериканци    | 0 (0,0%)    | 18 (1,7%)     |
| Азијати           | 4 (0,4%)    | 1 (0,1%)      |
| Хиспаноамериканци | 2 (0,2%)    | 12 (1,1%)     |
| Укупно            | 1.007       | 1.086         |